# IC 5132
IC 5132 ist ein Emissionsnebel im Sternbild Kepheus. Das Objekt wurde am 25. September 1895 von Isaac Roberts entdeckt.